# Museumsdorf Baruther Glashütte
Die Baruther Glashütte ist ein Technisches Denkmal im Süden des Landkreises Teltow-Fläming in Brandenburg. Das Museum setzt sich mit der Sozial- und Technikgeschichte des alten Glasmacher-Ortes auseinander. Ein Glasmacher erläutert Besuchern sein Handwerk. Eine weitere Ausstellung über den Erfinder der Thermoskanne Reinhold Burger ist zu besichtigen. Im Dorf selbst haben sich zahlreiche Handwerker und Gewerbetreibende niedergelassen.

## Geschichte
Im Jahr 1715 riss ein schwerer Sturm große Waldflächen in der Region südlich von Baruth/Mark nieder. Auf der Suche nach einer sinnvollen Nutzung des in Massen zur Verfügung stehenden Brenn- und Rohstoffes entschied man sich für den Bau einer Glashütte. Die für die Produktion von Glas notwendige Pottasche wird aus Holzasche gewonnen. Der bereits 1711 geplante Bau einer Glashütte im Norden von Baruth wurde wegen des starken Holzverbrauchs nicht ausgeführt, obwohl die Verträge bereits unterzeichnet waren. Graf Friedrich Sigismund zu Solms-Baruth berief den Glasmachermeister Bernsdorf aus der Lausitz zu sich. Am 23. März 1716 wurde der Vertrag zum Bau einer Glashütte unterzeichnet. Bernsdorf bekam ein ausreichendes Stück Land übereignet. Er erhielt das Recht, jährlich 1000 Klafter Holz aus dem Wald zu entnehmen, und durfte eine Pottaschesiederei betreiben. Im Gegenzug wurde er zu steuerlichen Abgaben an den Grafen verpflichtet.
In den ersten Jahrzehnten war der Absatz der Baruther Glashütte schlecht. Schon 1724 musste der Betreiber Bernsdorf die Hütte wieder verkaufen. Die Glasmacher Phillip Exner und Leberecht Reuter übernahmen die Glashütte und errichteten 1735 ein neues Hüttengebäude. Sie konnten den Betrieb ebenfalls nicht aus der Misere führen. Die Produktion wurde 1740 bis 1749 stillgelegt. Der neue Hüttenfaktor Friedrich Wilhelm Hellwig war trotz der Konkurrenz erfolgreicher. Böhmische Glaswaren waren aber in Europa begehrter, so wurde die Baruther Glashütte 1768 bis 1770 erneut stillgelegt. Erst danach stabilisierte sich das Unternehmen.

Das Glasmacherdorf um 1840

1822 begann die erfolgreiche Zeit am Standort. Der neue Faktor Ferdinand Adolph Schulz begann zur Zeit einer hohen Nachfrage, die Auftragslage war gut. Durch politische Unruhen und Seuchen in Europa ging die Nachfrage 1830 zwar zurück, aber es gelang der Durchbruch. Durch Zugabe von Schafsknochenasche konnte reines Milchglas für Beleuchtungskörper hergestellt werden, das eine steigende Nachfrage fand. 1844 wurde ein weiteres Hüttengebäude gebaut, die heutige „Alte Hütte“. Allein hier wurden monatlich 25.000 Lampenschirme hergestellt. In der Mitte des 19. Jahrhunderts war die Baruther Glashütte die größte Glasfabrik in der Provinz Brandenburg. In den 1870er Jahren hatte das Dorf 460 Einwohner, 219 von ihnen waren in der Hütte beschäftigt. 1875 wurde das Unternehmen an die Berlin-Dresdner-Eisenbahn angeschlossen. So verbesserte sich die Absatzsituation. Die Glashütte war auf den Weltausstellungen jener Zeit vertreten. 1879 war die Glasfabrik nach dem erstmals veröffentlichten General-Adressbuch der Ritterguts- und Gutsbesitzer Teil einer 3170 ha großen Fläche des Gutes Baruth Glashütte. Es war damals noch kein reines kreistagsfähiges Rittergut, unabhängig der langen Zugehörigkeit zur Standesherrschaft Baruth.
In den 1880er Jahren stagnierte die Produktion aufgrund der starken Konkurrenz in der Lausitz. Man erweiterte die Produktion durch die Herstellung von Flaschen. Durch Umstellung auf Kohlefeuerung wurde modernisiert. Der Schwerpunkt blieb die Produktion von Lampenschirmen, die man in einer 1894 errichteten Schleiferei verzierte. Mit diesem Aufschwung wurde 1911 die Glasfabrik Andreashütte in Wehrau/Schlesien übernommen. Hier wurden in den ersten Jahren des Ersten Weltkrieges von 1914 bis 1916 Aufträge der Baruther Glashütte ausgefertigt, als diese abermals stillgelegt wurde. Während der Inflation in den 1920er Jahren behauptete sich die Glashütte und wurde 1927 modernisiert. 1929 wird die Glasfabrik in Glashütte im letztmals publizierten Güteradressbuch der Provinz Brandenburg als verpachtet erwähnt, Eigentümer Fürst zu Solms-Baruth. Nach der Weltwirtschaftskrise war die Auftragslage in den 1930er Jahren schlecht. Während des Zweiten Weltkrieges wurde die Produktion als kriegswichtig eingestuft und setzte ihren Betrieb bis zum April 1944 fort.

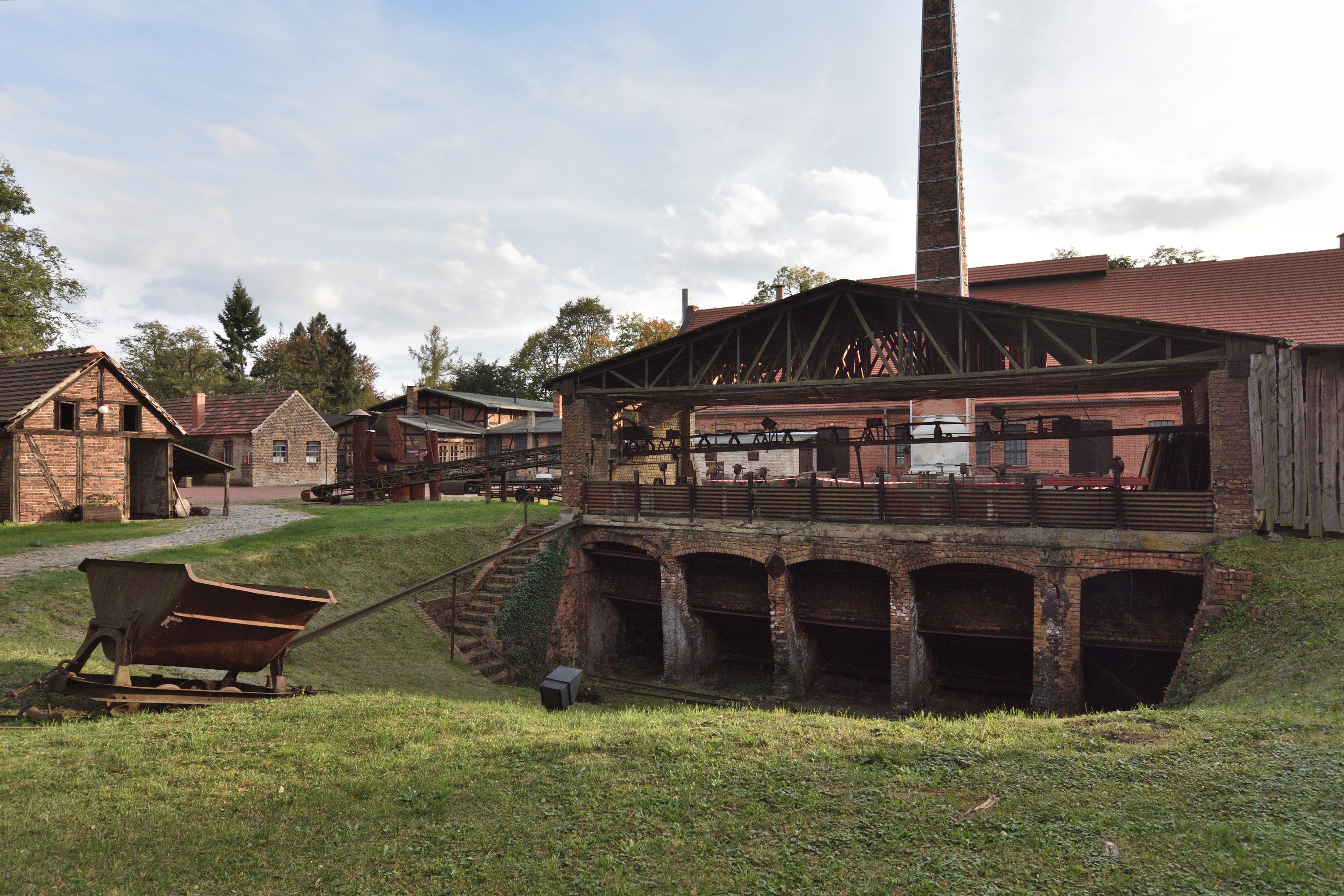
Historischer Gasgenerator der Glashütte

In der Nachkriegszeit nahm man die Arbeiten wieder auf. 1948 wurde der langjährige Geschäftsführer Alfred Kaiser enteignet und die Baruther Glashütte zum VEB umgestellt. Zentral wurde in den 1950er Jahren die Fertigung von Lampenschirmen an andere Glasfabriken vergeben. Ab 1954 wurden hier Gärballons hergestellt. Produziert wurden sie in einem der bereits 1870 erfundenen Wannenöfen. Die Einsatzmöglichkeit des bisher genutzten Hafenofens war flexibler und daher für Lampenschirme geeigneter gewesen. Die Schleiferei wurde geschlossen, weil Gärballons nicht gestaltet sind. In den 1970er Jahren konnten Gärballons nicht mehr ins (devisenbringende) Ausland exportiert werden. Ab 1976 wurde wieder Beleuchtungsglas hergestellt. Am 30. September 1980 wurde die Baruther Glashütte wegen technischer Mängel und Baufälligkeit endgültig geschlossen.

## Bürgerschaftliches Engagement
1991 wurde der Verein Glashütte e. V. gegründet, um den Ort und das technische Denkmal zu erhalten. Er setzt sich für die Restauration der baufälligen und zum Teil einsturzgefährdeten Gebäude ein. Das Umfeld und das Gebäudeensemble soll erhalten bleiben. Der Verein richtete zudem das Museum ein. In zwei Dauerausstellungen und zahlreichen Veranstaltungen kommen jährlich Tausende Besucher in das Dorf. Zu zwei Dritteln finanziert sich der Verein aus eigenen Mitteln und ergänzt die mit Mitteln aus Fremdhilfe. 2007 wurde ein Vertrag mit dem Landkreis Teltow-Fläming geschlossen, dass die denkmalgeschützten Gebäude in den Besitz des Kreises übergehen sollen. Die Übergabe wurde am 21. März 2009 vollzogen.
2006 gründete sich der Museumsverein Glashütte e. V., der die Geschäftsstelle betreibt, die Museumsarbeit trägt und das Kulturmanagement betreibt. Der Kunstverein Glashütte e. V. verwaltet das Kunstgeschäft „Galerie Packschuppen“ und die Heimatstiftung Museumsdorf Glashütte. Er befindet sich noch in der Thesaurierungsphase und soll den Ort unterstützen.

## Das Museum
Das in Glashütte eingerichtete Museum besteht aus zwei Dauerausstellungen. Diese befinden sich in zwei Gebäuden des Dorfes. Kinder- und Jugendbildung ist eine Aufgabe des Museums und es gibt pädagogische Angebote für Schulklassen verschiedener Altersstufen. Für jüngere Schüler werden bei der „Reise zu den Glasmachern“ die Geschichte des Ortes und die Grundlagen der Glasherstellung erklärt. Schüler der Mittelstufe können einen Projekttag zur Industrialisierung durchführen.

### Museum in der Neuen Hütte
In der so genannten Neuen Hütte (Baujahr 1861, die neueste Fabrik im Ort) befindet sich eine Ausstellung, die sich mit dem Aufbau und der Funktion einer Glashütte, aber auch mit der Kultur- und Sozialgeschichte des Ortes auseinandersetzt. Sie existiert in ihrer jetzigen Form seit dem Jahr 2000. Das Gebäude war bis zur Schließung der Fabrik 1980 in Betrieb. Die Räume wurden basierend auf ihrer früheren Nutzung rekonstruiert. Im Eingangsbereich befindet sich die Hafenstube, in der früher die Hafenöfen produziert wurden. Dahinter wartet die Gemengekammer, in der veranschaulicht wird, mit welchen Stoffen das Glas vermengt wurde, um es zu färben.
Prunkstück der Ausstellung ist die Ofenhalle. Hier steht der Wannenofen, der 1954 eingerichtet wurde und mit dessen Hilfe bis zur Schließung Gärballons produziert wurden. Man ließ das übrig gebliebene Glasgemenge einfach erstarren, weil es nicht wertvoll genug war, um es weiterzuverwenden. So wurde der Ofen erhalten. In der Ofenhalle hat der Studioofen des beim Museumsverein angestellten Glasmachers seinen Platz gefunden. Hier wird interessierten Besuchern die Möglichkeit gegeben, Einblick in das Handwerk zu nehmen und auf Wunsch selbst eine Durstkugel herzustellen.
Die 2004 im Obergeschoss der Neuen Hütte eröffnete Ausstellung „Lichtblicke“ handelt von dem Beleuchtungsglas, das in der Glashütte zu ihrer Blütezeit im 19. und 20. Jahrhundert hergestellt wurde.

### Burger-Ausstellung
Reinhold Burger wurde 1866 als Sohn eines Glasfabrik-Arbeiters im Werkweiler Glashütte geboren. Er war zunächst Glaseinträger und verließ mit 15 Jahren seinen Heimatort, um sich auf die Wanderschaft zu begeben, die ihn bis nach Amerika führte. 1894 gründete er seine eigene Firma in Berlin.
1998 wurde die Ausstellung im Museumsdorf eröffnet. In der Ausstellung wird sein Leben und Wirken als Erfinder vorgestellt. Die Thermoskanne und die Röntgenröhre wurden von ihm entwickelt. Die von seiner Firma produzierten ersten Thermoskannen und Röntgenröhren werden ausgestellt. Seine Erfindungen sind mit dem Thema Vakuum verbunden, deshalb wird die Funktionsweise einer Vakuumpumpe erklärt. Das Material Glas und dessen Einsatz und Einfluss für den technisch-wissenschaftlichen Fortschritt stehen im Mittelpunkt der Ausstellung.

### Sonderausstellungen
Über das ständige Angebot hinaus sind im Museum wechselnde Sonderausstellungen zu sehen.

## Der Ort
Der Ort ist Teil der sechs Kilometer entfernten Kleinstadt Baruth. Sämtliche Gebäude im Ort stehen unter Denkmalschutz. Das Dorf wird größtenteils vom Verein Glashütte verwaltet.
Im Dorf selbst haben sich Gewerbetreibende niedergelassen, die meist altes Handwerk betreiben.
- Glasmacher
- Glasbläser
- eine Töpferei
- Modeläden
- ein Kräutergeschäft
- eine Seifensiederei „SeiFee“

In der Galerie Packschuppen finden Ausstellungen zeitgenössischer Künstler statt.

## Filmkulisse

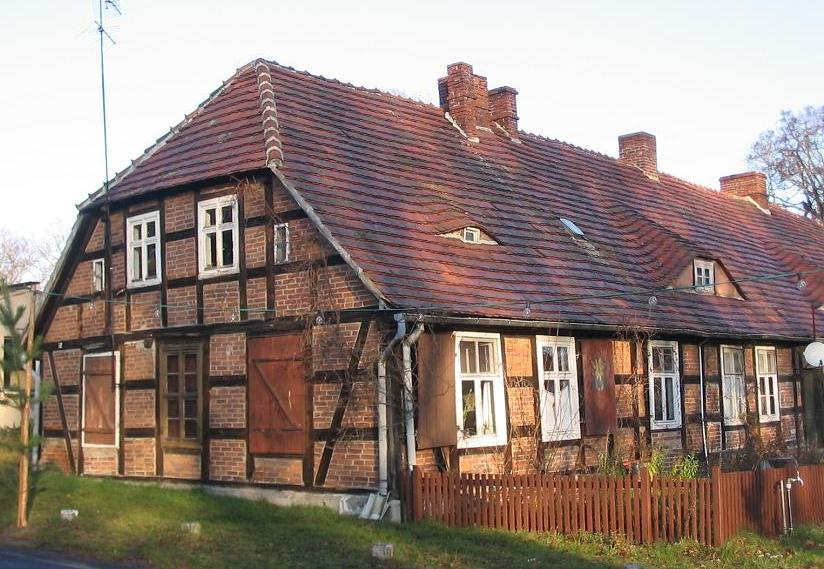
Arbeiterhaus

Die alten und durch die Restauration gut erhaltenen Gebäude werden gerne als Kulisse für Filme verwendet. Für den KinderKanal wurde das Weihnachtsmärchen „Beutolomäus und der Weihnachtsmann“ in Glashütte gedreht. Eine Folge der Serie SOKO Wismar wurde ebenfalls aufgezeichnet sowie der Film „Liebe in St. Petersburg“.